# أولكي
أولكي ( تلفظ بالإسبانية: /ˈwalki/ ) هي مدينة وبلدية تشيلية في مقاطعة كونسبسيون، إقليم بيو بيو. وهي أيضًا جزء من مجتمع كونسبسيون الكبرى، على الرغم من أنها تحافظ على طبيعة حياة ريفية. كان عدد سكانها 24333 نسمة حسب تعداد عام 2017.

## التركيبة السكانية
وفقًا لتعداد عام 2017 الذي أجراه المعهد الوطني للإحصاء، تمتد مدينة أولكي على مساحة 530.5 كيلومتر مربع (205 ميل2)، ويبلغ عدد سكانها 24333 نسمة (11843 رجلاً و 12490 امرأة). يعيش منهم 20،889 (85.8٪) في المناطق الحضرية و 3444 (14.2٪) في المناطق الريفية. ارتفع عدد السكان بنسبة 16.2٪ (2612 نسمة) بين تعدادي 1992 و2002.

## الإدارة
كبلدية، تعتبر أولكي قسماً إدارياً من المستوى الثالث في تشيلي يديرها مجلس بلدي يرأسه عمدة يتم انتخابه مباشرة كل أربع سنوات.

## روابط خارجية
- (بالإسبانية) Municipality of Hualqui

قالب:Concepcion